# Shangri-La Suite
Pour les articles homonymes, voir Shangri-La (homonymie).
Ne doit pas être confondu avec Shangri-La ou Shangri-La (film, 2002).
Pour plus de détails, voir Fiche technique et Distribution.
Shangri-La Suite est un film dramatique américain coécrit et réalisé par Eddie O'Keefe, sorti en 2016.

## Synopsis
Deux jeunes gens troublés et âgés de 20 ans cherchent à assassiner Elvis Presley.

## Fiche technique
- Réalisation : Eddie O'Keefe
- Dates de sortie : 28 octobre 2016 ( États-Unis)

## Distribution
- Emily Browning (VF : Pamela Ravassard) : Karen
- Ashley Greene : Priscilla Presley
- Trevante Rhodes : Mike
- Avan Jogia : Teijo Littlefoot
- Michael Cimino : Teijo Littlefoot (jeune)
- Luke Grimes (VF : Benjamin Pascal) : Jack
- Ron Livingston : Elvis Presley
- Alyvia Alyn Lind : Lisa Marie Presley
- Tatanka Means (en) : l'officier Gingrass
- Jade Pettyjohn : Karen jeune
- Reiley McClendon : Elvis dans les années 1950
- Paul Rae : un mafioso de Memphis
- John Carroll Lynch (VF : Jean-François Aupied) : Colonel